# الزقيمة (الرضمة)

تعديل مصدري - تعديل

الزقيمة محلة تابعة لقرية كوله باحاج، التابعة لعزلة حارث الحيدرى بمديرية الرضمة إحدى مديريات محافظة إب في الجمهورية اليمنية.، بلغ تعداد سكانها 83 حسب تعداد اليمن لعام 2004.